# Jan Van Hoecke
Jan Van Hoecke (* 1982 in Eeklo) ist ein belgischer Blockflötist und Hochschullehrer.

## Leben
Van Hoecke studierte am Königlichen Konservatorium in Brüssel bei Bart Coen. Seine Master-Prüfung absolvierte er mit summa cum laude. Er ergänzte seine Ausbildung durch Meisterkurse bei Gerd Lünenbürger, Eva Legène und Dan Laurin. Des Weiteren studierte er Kammermusik bei Viviane Spanoghe in Brüssel und moderne Musik bei Antonio Politano in Lausanne. 2005–2008 unterrichtete er an der Hoofdstedelijke Academie Brussel sowie an der Stedelijke Academie voor Muziek, Woord en Dans in Oudenaarde. 2009–2019 lehrte er am Konservatorium in Lausanne. 2019 wurde er als Nachfolger von Michael Schneider zum Professor an die Hochschule für Musik und Darstellende Kunst Frankfurt am Main berufen.

## Preise und Auszeichnungen
- 2015: 8. Internationaler Telemann Wettbewerb in Magdeburg
- 2012: Young Artists Bach Competition Winner in San Francisco
- 2011: 1. Preis ex aequo beim 7. Internationalen Johann Heinrich Schmelzer Wettbewerb in Melk
- 2010:  Laureat des Internationalen Solistenwettbewerbs Prince Francesco Maria Ruspoli
- 2007: 2. Preis ex aequo beim 3. Internationalen Solistenwettbewerb für Alte Musik in Schärding und Brunnenthal
- 2006: Stipendium vom Conservatorium Gent für einen Post-Master in zeitgenössischer Musik
- 2006: 3. Preis und den Publikumspreis des 6. Musikwettbewerbs des Rotary Club Gent